# Esquí de fons als Jocs Olímpics d'hivern de 2006 - 10 quilòmetres femenins
Als Jocs Olímpics d'Hivern de 2006 celebrats a la ciutat de Torí (Itàlia) es disputà una prova de 10 quilòmetres en estil clàssic d'esquí de fons en categoria femenina, que unida a la resta de proves conformà el programa oficial dels Jocs. Sobre un recorregut de 10 quilòmetres cada equiadora de fons sortí a intervals de mig minut per fer el recorregut.
Aquesta prova es disputà el 16 de febrer de 2006 a les instal·lacions esportives de Pragelato.

## Resum de medalles
| Or              | Argent        | Bronze                       |
| Kristina Šmigun | Marit Bjørgen | Hilde Gjermundshaug Pedersen |

## Resultats

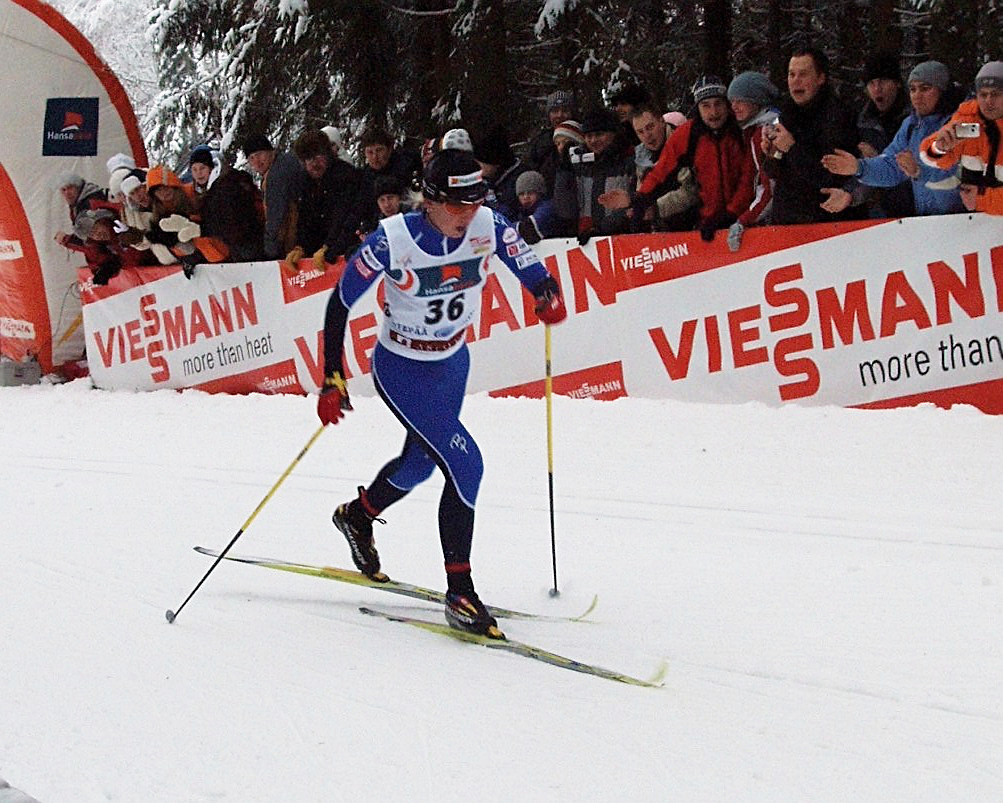
Kristina Šmigun, guanyadora de la medalla d'or.

| Pos. | Nom                          | CON                  | Temps          |
| ---- | ---------------------------- | -------------------- | -------------- |
| 1    | Kristina Šmigun              | Estònia              | 27:51.4        |
| 2    | Marit Bjørgen                | Noruega              | 28:12.7        |
| 3    | Hilde Gjermundshaug Pedersen | Noruega              | 28:14.0        |
| 4    | Kristin Størmer Steira       | Noruega              | 28:21.0        |
| 5    | Kateřina Neumannová          | Txèquia              | 28:22.2        |
| 6    | Petra Majdič                 | Eslovènia            | 28:22.3        |
| 7    | Aino-Kaisa Saarinen          | Finlàndia            | 28:29.6        |
| 8    | Sara Renner                  | Canadà               | 28:33.0        |
| 9    | Virpi Kuitunen               | Finlàndia            | 28:51.4        |
| 10   | Viola Bauer                  | Alemanya             | 29:03.6        |
| 11   | Britta Norgren               | Suècia               | 29:07.1        |
| 12   | Kristin Murer Stemland       | Noruega              | 29:20.5        |
| 13   | Gabriella Paruzzi            | Itàlia               | 29:24.0        |
| 14   | Svetlana Malahova-Shishkina  | Kazakhstan           | 29:24.1        |
| 15   | Seraina Mischol              | Suïssa               | 29:30.4        |
| 16   | Natalia Baranova-Masolkina   | Rússia               | 29:30.9        |
| 17   | Claudia Künzel               | Alemanya             | 29:31.6        |
| 18   | Wang Chunli                  | R.P. de la Xina      | 29:34.6        |
| 19   | Larissa Kúrkina              | Rússia               | 29:36.8        |
| 20   | Evi Sachenbacher-Stehle      | Alemanya             | 29:38.4        |
| 21   | Valentina Shevchenko         | Ucraïna              | 29:40.4        |
| 22   | Elodie Bourgeois Pin         | França               | 29:40.6        |
| 23   | Elin Ek                      | Suècia               | 29:40.9        |
| 24   | Olga Zavyalova               | Rússia               | 29:57.6        |
| 25   | Laurence Rochat              | Suïssa               | 30:02.2        |
| 26   | Iúlia Txepàlova              | Rússia               | 30:04.7        |
| 27   | Tatjana Zavalij              | Ucraïna              | 30:13.2        |
| 28   | Alena Procházková            | Eslovàquia           | 30:13.6        |
| 29   | Alena Sannikova              | Belarús              | 30:15.1        |
| 30   | Ludmila Korolik Shablouskaya | Belarús              | 30:23.6        |
| 31   | Masako Ishida                | Japó                 | 30:24.0        |
| 32   | Kamila Rajdlová              | Txèquia              | 30:25.2        |
| 33   | Lina Andersson               | Suècia               | 30:25.5        |
| 34   | Antonella Confortola         | Itàlia               | 30:26.9        |
| 35   | Riitta-Liisa Lassila         | Finlàndia            | 30:28.4        |
| 36   | Li Hongxue                   | R.P. de la Xina      | 30:33.9        |
| 37   | Aurelie Perrillat            | França               | 30:35.9        |
| 38   | Stefanie Böhler              | Alemanya             | 30:43.2        |
| 39   | Cristina Paluselli           | Itàlia               | 30:46.0        |
| 40   | Ievguénia Voloixenko         | Kazakhstan           | 30:47.1        |
| 41   | Seraina Boner                | Suïssa               | 30:58.0        |
| 42   | Elena Antonova               | Kazakhstan           | 31:04.4        |
| 43   | Kati Venalainen              | Finlàndia            | 31:04.9        |
| 44   | Kateryna Grygorenko          | Ucraïna              | 31:16.6        |
| 45   | Eva Nývltová                 | Txèquia              | 31:25.8        |
| 46   | Milaine Theriault            | Canadà               | 31:30.4        |
| 47   | Emelie Öhrstig               | Suècia               | 31:31.6        |
| 48   | Magda Genuin                 | Itàlia               | 31:37.8        |
| 49   | Silja Suija                  | Estònia              | 31:40.9        |
| 50   | Wendy Kay Wagner             | Estats Units         | 31:41.0        |
| 51   | Tatjana Mannima              | Estònia              | 31:46.8        |
| 52   | Kelime Aydın                 | Turquia              | 31:47.1        |
| 53   | Kikkan Randall               | Estats Units         | 31:49.7        |
| 54   | Amanda Ammar                 | Canadà               | 31:51.7        |
| 55   | Huo Li                       | R.P. de la Xina      | 31:58.7        |
| 56   | Kaili Sirge                  | Estònia              | 32:06.6        |
| 57   | Abby Larson                  | Estats Units         | 32:09.0        |
| 58   | Jiang Chunli                 | R.P. de la Xina      | 32:22.1        |
| 59   | Lindsey Weier                | Estats Units         | 32:43.3        |
| 60   | Monika Gyorgy                | Romania              | 32:44.0        |
| 61   | Natalya Issachenko           | Kazakhstan           | 32:52.9        |
| 62   | Lee Chae-Won                 | Corea del Sud        | 32:57.8        |
| 63   | Laura Orgue                  | Espanya              | 33:18.6        |
| 64   | Laia Aubert                  | Espanya              | 33:29.4        |
| 65   | Maja Benedicic               | Eslovènia            | 33:41.3        |
| 66   | Maja Kezele                  | Croàcia              | 35:04.2        |
| 67   | Jaqueline Mourao             | Brasil               | 35:59.7        |
| 68   | Ochirsuren Erdene Ochir      | Mongòlia             | 36:40.1        |
| 69   | Leila Gyenesei               | Hongria              | 36:43.0        |
| 70   | Vedrana Vucicevic            | Bòsnia i Hercegovina | 42:45.8        |
| —    | Beckie Scott                 | Canadà               | desqualificada |
| —    | Justyna Kowalczyk            | Polònia              | no finalitzà   |